# 弘前大学
弘前大学（ひろさきだいがく、英語: Hirosaki University）は、青森県弘前市文京町1に本部を置く日本の国立大学。1876年創立、1949年大学設置。大学の略称は弘大（ひろだい）。

## 概観
1949年（昭和24年）、弘前高等学校・青森師範学校・青森青年師範学校・青森医学専門学校・弘前医科大学を母体とし統合してできた国立大学である。発足当初は文理学部・教育学部・医学部の3学部であったが、発展・改組を重ね、2022年5月時点で5学部（人文社会科学部・教育学部・医学部・理工学部・農学生命科学部）・9大学院研究科・2付属研究所等を設置する総合大学として、北海道・東北地方を中心に全国から学生が集まり、入学者の半数以上は県外からである。

### 名称と略称
国立総合大学でありながら、その名称に都道府県名、都道府県庁所在地名（宇都宮、金沢、名古屋など）、地方名（東北、信州、九州など）のいずれも冠さない大学である。所在する同一都道府県内に、都道府県名または都道府県庁所在地名（本学の場合「青森」）を冠する他の国立大学が存在しないにもかかわらず、県庁所在地ではない地方都市名を冠する国立総合大学は、本学が唯一である。
略称は前述の通り「弘大」（ひろだい）が用いられることが多く、前大と略されることはない。ただし、「ひろだい」の呼称が通用するのは主に東北地方であり、西日本では広島大学を指す場合が多い。

### 学風および特色
新制大学としての設置は1949年であるが、母体となった各校（青森師範学校、青森医学専門学校、旧制弘前医科大学、旧制弘前高等学校など）の起源まで遡ると、およそ150年の伝統を有する。
なお、医学部の前身である旧制弘前医科大学は、戦後1948年に戦前からの医専から旧制医科大学に昇格した、いわゆる新八医大の一つであり、東北では東北大学医学部に次ぐ国立の医学部である。また、国立大学で最初に医学部の医局制度廃止を打ち出した。
創立時期から県庁所在地に本部やキャンパスを置かない大学であるが、これは母体となった学校の内、弘前高等学校・弘前医科大学が、津軽藩の城下町であり、陸軍の第8師団司令部もあった弘前市に所在していたことによる。明治期の東北旧陸軍師団は仙台の第2師団と弘前の第8師団の二つしかなかった。このように、弘前は当時の北東北の中心都市であった。 
また、北海道出身の学生が比較的多いことも特徴である。

### スローガン・理念・将来ビジョン[4]

#### スローガン
「世界に発信し、地域と共に創造する」

#### 理念
「弘前大学は、教育基本法の精神にのっとり、広く知識を授け、深く専門の学芸を教授研究し、知的、道徳的及び応用的能力を展開させ、人類文化に貢献しうる教養識見を備えた人格者の育成をもって目的とする。」

#### 将来ビジョン
（以下、抜粋）
- 教育目標

弘前大学は、国内外の各領域でのリーダーとなり得る高度専門職業人の育成に努める。特に人間性及び社会性を身につけるための教養教育と、社会の変化に対応できる能力を身につけるための専門基礎とに重点を置いた教育を、コア・カリキュラムとして設定し実施する。この中で、文系・理系共に、地域の特性としてのエネルギー、環境及び食に関する教育を行う。
- 研究目標

世界の今日的課題であり、かつ地域の特性であるエネルギー、地球温暖化・環境及び食に関わる諸課題を中心とし、国際的レベルの研究、先見性ある基礎的研究及び地域の活性化を推進する研究を展開する。
- 社会貢献

被ばく医療を含む地域医療、小・中・高生理科離れ対策事業、地域文化の継承・発展事業、及びコラボ弘大（産学官連携拠点）を中心とした社会連携事業を展開し、人口過疎化及び少子・高齢化が進み、かつ産業基盤の脆弱な地域の活性化に寄与する。
- 学外連携

地域の自治体や企業との協定と連携事業の推進、北東北国立3大学連携推進会議、コラボ産学官連携による大学間連携、地域の他の高等教育機関との連携、海外協定大学との国際交流等を通じて、学術交流、人材交流等を推進する。
- 管理運営

弘前大学の目標や機能を十分に実現・発揮するために、教職員・学生の意見の集約や学長のリーダーシップの発揮による運営の強化を図るとともに、教職員と学生の資質の向上や意欲の喚起を促し、その成果を不断に検証しつつ改革を進める。

### 大学全体
学生数は6,912人（学部生5,964人,大学院生948人,2022年5月1日現在）。キャンパスは人文社会科学部・教育学部・理工学部・農学生命科学部が集まる文京町地区と医学系学部が集まる本町地区が設置されている。また、学園町には教育学部附属幼稚園・小学校・中学校、富野町には特別支援学校が位置している。

## 沿革

### 略歴
母体の一つである青森師範学校の起源は、1876年設立の青森県小学師範学校にさかのぼる。
- 1920年文理学部の前身である官立の旧制弘前高等学校（文科、理科）設置
- 1943年教育学部の前身である青森師範学校設置
- 1948年医学部の前身である官立の旧制弘前医科大学設置

### 年表
- 1949年5月31日：弘前大学設置。発足時は、文理学部（1965年人文学部と理学部に改組）、教育学部、医学部の3学部と野辺地分校（1960年廃止）
- 1951年4月1日：文理学部に農学科設置（1955年3月31日廃止）、医学部附属看護学校設置（1977年3月31日廃止）
- 1955年7月1日：農学部設置（農学科：1963年4月1日廃止）、医学部医学進学課程設置
- 1956年4月1日：農学部附属農場設置
- 1957年4月1日：医学部附属助産婦学校設置（1975年4月21日廃止）
- 1958年4月1日：大学院医学研究科（博士課程）設置
- 1960年
  - 3月31日：教育学部野辺地分校廃止
  - 4月1日：農学専攻科設置（1971年3月31日廃止）
- 1963年4月1日：農学部に園芸化学科・園芸農学科設置
- 1965年4月1日：文理学部改組により人文学部（文学科・経済学科）、理学部（数学科・物理学科・化学科・生物学科）および教養部設置（1997年廃止）。教育学部に養護学校教員養成課程設置。医学部附属脳卒中研究施設設置。
- 1966年4月1日：教育専攻科設置（1994年3月31日廃止）、養護教諭養成所設置（1980年3月31日廃止）、農学部に農業工学科設置
- 1967年
  - 4月1日：医学部附属衛生検査技師学校設置（1972年4月1日医学部付属臨床検査技師学校と改称、1978年3月31日廃止）
  - 6月1日：保健管理センター設置
- 1968年4月1日：教育学部に特別教科（看護）教員養成課程設置
- 1969年4月1日：理学専攻科設置（1978年3月31日廃止）、農学部園芸農学科を農学科と改称
- 1969年4月1日：農学部に園芸学科設置、医学部附属診療放射線技師学校設置（1979年3月31日廃止）
- 1971年4月1日：大学院農学研究科（修士課程）設置
- 1972年4月1日：人文学専攻科設置（1999年3月31日廃止）
- 1973年4月1日：教育学部に幼稚園教員養成課程設置
- 1974年4月1日：教育学部附属養護学校設置
- 1975年4月22日：医療技術短期大学部設置（看護科・専攻科助産学特別専攻）
- 1976年4月1日：理学部に地球科学科設置
- 1976年4月1日：医療技術短期大学部に衛生技術学科設置、医療技術短期大学部看護科を看護学科と改称
- 1977年4月1日：大学院理学研究科（修士課程）設置、医療技術短期大学部に診療放射線技術学科設置
- 1978年4月1日：教育学部に養護教諭養成課程設置
- 1979年4月1日：医学部附属動物実験施設設置
- 1980年4月1日：人文学部文学科を人文学科と改称、医療技術短期大学部に理学療法学科・作業療法学科設置
- 1981年4月1日：理学部附属地震火山観測所設置
- 1985年11月12日：情報処理センター設置（1994年6月23日廃止）
- 1987年4月1日：理学部に情報科学科設置
- 1988年4月8日：教育学部附属教育実践研究指導センター設置
- 1989年
  - 4月1日：大学院人文科学研究科（修士課程）設置
  - 5月29日：医学部附属脳卒中研究施設改組により医学部附属脳神経疾患研究施設設置
- 1990年4月1日：農学部学科改組により生物資源科学科・農業生産科学科・農業システム工学科設置
- 1990年4月1日：岩手大学、弘前大学、山形大学で構成する大学院連合農学研究科（博士課程）に参加
- 1993年4月1日：遺伝子実験施設設置
- 1994年
  - 4月1日：大学院教育学研究科（修士課程）設置
  - 6月24日：総合情報処理センター設置
- 1996年5月11日：生涯学習教育研究センター設置
- 1997年
  - 4月1日：地域共同研究センター設置
  - 9月30日：教養部廃止
  - 10月1日：理学部、農学部改組により理工学部、農学生命科学部設置
- 1998年4月1日：人文学部学科改組により人間文化課程・情報マネジメント課程・社会システム課程設置
- 1999年
  - 4月1日：大学院人文科学研究科改組により大学院人文社会科学研究科（修士課程）設置、医学部附属脳神経疾患研究施設改組により医学部附属脳神経血管病態研究施設設置
  - 10月1日：アイソトープ総合実験室設置
- 2000年
  - 4月1日：教育学部改組により学校教育教員養成課程・養護教諭養成課程・特別教科（看護）教員養成課程・生涯教育課程を設置、農学生命科学部附属農場改組により農学生命科学部附属生物共生教育研究センター設置
  - 10月1日：教育学部特別教科（看護）教育養成課程及び医療技術短期大学部の改組により医学部保健学科を設置
- 2001年
  - 4月1日：教育学部附属教育実施研究指導センターの改組により教育学部附属教育実施総合センターを設置
  - 10月1日：21世紀教育センター設置
- 2002年4月1日：大学院理学研究科改組により大学院理工学研究科（修士課程）設置、大学院農学研究科改組により大学院農学生命科学研究科（修士課程）設置、大学院地域社会研究科（博士課程）設置
- 2003年
  - 4月1日：留学生センター設置
  - 9月9日：機器分析センター設置
  - 10月1日：教育学部附属教員養成学研究開発センター設置
- 2004年
  - 4月1日：国立大学法人弘前大学設立
  - 6月28日：弘前大学出版会設置
- 2005年4月1日：大学院医学系研究科保健学専攻（修士課程）を設置し、医学研究科を医学系研究科と改称、人文学部情報マネジメント課程を現代社会課程に、社会システム課程を経済経営課程と改称
- 2006年4月1日：理工学部学科改組により数理科学科・物理科学科・物質創成化学科・地球環境学科・電子情報工学科・知能機械工学科を設置
- 2007年4月1日：大学院医学系研究科（修士、博士課程）を医学研究科（博士課程）と改称、大学院保健学研究科（博士課程）を設置、教育学部附属養護学校を附属特別支援学校と改称、留学生センターを国際交流センターに改組
- 2008年
  - 4月1日：農学生命科学部学科改組により生物学科・分子生命科学科・生物資源学科・園芸農学科・地域環境工学科を設置
  - 10月1日：教員免許状更新講習支援室設置
- 2009年
  - 3月23日：北日本新エネルギー研究センター設置
  - 4月1日：白神自然観察園設置
  - 10月1日：男女共同参画推進室設置
- 2010年
  - 3月23日：被ばく医療教育研究施設設置
  - 4月1日：理工学研究科（博士前期課程）改組により理工学専攻を設置
  - 10月1日：北日本新エネルギー研究センター、白神自然観察園および被ばく医療教育研究施設を改組し、北日本新エネルギー研究所、白神自然環境研究所および被ばく医療総合研究所を設置
- 2011年4月1日：遺伝子実験施設を農学生命科学部教育研究附属施設に移管
- 2012年
  - 4月1日：農学生命科学研究科（修士課程）改組により農学生命化学専攻を設置
  - 10月1日：資料館設置
- 2013年
  - 3月25日：食料科学研究所設置
  - 4月1日：国際交流センターを廃止し、国際教育センターを設置
- 2014年4月1日：医学研究科附属子どものこころの発達研究センター設置、理工学研究科附属医用システム創造フロンティア設置
- 2016年4月1日：人文学部の募集を停止し、人文社会科学部を設置
- 2019年3月31日 : 教育学部生涯教育課程を廃止
- 2020年4月1日 : 医学部に心理支援科学科を設置

## 基礎データ

### 所在地
- 文京町地区（青森県弘前市文京町）
- 本町地区（青森県弘前市本町）
- ほかに、教育学部附属学校、理工学研究科附属地震火山観察所、農学生命科学部附属農場、白神自然観察園などが県内に点在する。文京町・本町地区の総面積は約32.5万m2、大学が所有する土地面積（借地含む）は約115万m2。

### 象徴
- 徽章の他に弘前市が全国に誇る桜をモチーフにした「ロゴマーク」(平成18年7月24日制定)がある。
- スクールカラーは、群青色でDICカラーガイドの (C100 M85) が採用されている。
- 入学式ではエルガー作曲「威風堂々第1番」、卒業式（学位授与式）では「蛍の光」が弘前大学フィルハーモニー管弦楽団により演奏される。また、創立50周年時には記念曲「回想,そして輝かしき未来へ」、創立60周年時には記念歌「新たな明日へ」が発表された。
- 校歌は正式に定められていないが、弘大の前身である青森県師範学校の校歌が、その後、弘前大学教育学部に移行した後、青森県師範学校の流れを汲む青森師範学校の同窓会の会歌として歌い継がれている。また、旧制弘前高等学校の校歌が、旧制弘前高等学校の学寮・北溟寮の流れを汲む弘前大学北溟寮・北鷹寮が中心となって歌い継がれている。なお、入学式・卒業式では「学生歌」が校歌のような位置づけで演奏されている。

## 教育および研究

### 学部
- 人文社会科学部[注 3]（2016年度に設置）
  - 文化創生課程	
    - 文化資源学コース
    - 多文化共生コース

  - 社会経営課程
    - 経済法律コース
    - 企業戦略コース
    - 地域行動コース

- 人文学部（2016年度に募集停止）[注 4]
  - 人間文化課程
    - 文化財論コース
    - 思想文化コース
    - アジア文化コース
    - 欧米文化コース

  - 現代社会課程
    - 国際社会コース
    - 社会行動コース
    - 法学コース

  - 経済経営課程
    - 経済学コース
    - 経営学コース
    - 産業情報コース

- 教育学部[注 5]

（2016年4月入学生から適用）
- 学校教育教員養成課程
  - 初等中等教育専攻
    - 小学校コース
    - 中学校コース - 10専修（国語・社会・数学・理科・音楽・美術・保健体育・技術・家庭科・英語）

  - 特別支援教育専攻

- 養護教諭養成課程

（2015年4月入学生まで適用）
- 学校教育教員養成課程
  - 学校教育専攻
    - 教育科学専修
    - 発達心理専修
    - 幼児教育専修

  - 教科教育専攻
    - 国語専修
    - 社会専修
    - 算数・数学専修
    - 理科専修
    - 音楽専修
    - 美術専修
    - 保健体育専修
    - 技術専修
    - 家庭科専修
    - 英語専修

  - 特別支援教育専攻

- 養護教諭養成課程

- 医学部
  - 医学科
  - 保健学科
    - 看護学専攻
    - 放射線技術科学専攻
    - 検査技術科学専攻
    - 理学療法学専攻
    - 作業療法学専攻

  - 心理支援科学科（2020年4月より設置）

- 理工学部
  - 2016年度入学生以降
    - 数物科学科
    - 物質創成化学科
    - 地球環境防災学科
    - 電子情報工学科
    - 機械科学科
    - 自然エネルギー学科

  - 2016年度に募集停止
    - 数理科学科（旧 数理システム科学科／旧 理学部数学科を母体）
    - 物理科学科（旧 物質理工学科／旧 理学部物理学科を母体）
    - 物質創成化学科（旧 物質理工学科／旧 理学部化学科を母体）
    - 地球環境学科（旧 地球環境学科／旧 理学部地球科学科を母体）
    - 電子情報工学科（旧 電子情報システム工学科／旧 理学部情報科学科を母体）
    - 知能機械工学科（旧 知能機械システム工学科）

- 農学生命科学部[注 6]
  - 生物学科（旧 理学部生物学科・旧 農学部を母体）
    - 基礎生物学コース
      - 分子細胞遺伝学／発生生物学／植物分子生理学／発生・生殖生物学／植物細胞生物学／動物生理学／分子発生学

    - 生態環境コース
      - 生態学・保全生態学／森林生態学／進化生態学／動物生態学／森林生態学

  - 分子生命科学科（旧 農学部を母体）
    - 生命科学コース
      - 生化学・分子生物学／分子生物学／天然物化学／細胞生物学／発生生物学／生化学／免疫学

    - 応用生命コース
      - 微生物生態学／天然物有機化学／酵素化学／生化学／応用微生物学／植物生化学・酵素学／応用微生物学

  - 食料資源学科(2016年度に設置）
    - 食料バイオテクノロジーコース
      - 植物育種学／植物ゲノム学／環境植物学／微生物遺伝学／植物育種学

    - 食品科学コース
      - 食品科学／食品保蔵学／畜産物利用学／分子生物学

    - 食料生産環境コース
      - 土壌学／植物病理学／昆虫生理学

  - 国際園芸農学科(2016年度に設置）
    - 園芸農学コース
      - 果樹園芸学／農業機械学／蔬菜園芸学／家畜飼養学／家畜生理学／花卉園芸学

    - 食農経済コース

  - 地域環境工学科（旧 農学部を母体）
    - 農山村環境コース・農業土木コース
      - 農業水利学／農地環境工学／農村計画学／水利造構学／灌漑利水学／農地環境保全学／山間地環境計画学

  - 2016年度に募集停止
    - 生物資源学科（旧 農学部を母体）
      - 食料開発コース
      - 生産環境コース

    - 園芸農学科（旧 農学部を母体）
この学科は2008年に行われた改組で生物学科、分子生命科学科、生物資源学科、地域環境工学科と共に農学生命科学部内に設置された。2008年の学科改組以降は学部内で本学科を第4学科と呼ぶことがある。蔬菜園芸学、果樹園芸学、作物学、花卉園芸学、畜産学、農業機械学の栽培技術に関するもの、農業経済学などを扱い、研究対象が理系、文系の両方にまたがっている。
      - 園芸農学コース
      - 食農経済コース

### 大学院
- 人文社会科学研究科（修士課程）
  - 文化科学専攻[注 7]
    - 総合文化社会研究コース
    - 地域人材育成コース
    - 国際人材育成コース

  - 応用社会科学専攻[注 8]
    - 総合文化社会研究コース
    - 地域人材育成コース
    - 国際人材育成コース

- 教育学研究科（修士課程）
  - 学校教育専攻
    - 学校教育専修[注 9]

  - 教科教育専攻
    - 国語教育専修[注 10]
    - 社会科教育専修[注 11]
    - 数学教育専修[注 12]
    - 理科教育専修[注 13]
    - 音楽教育専修[注 14]
    - 美術教育専修[注 15]
    - 保健体育専修[注 16]
    - 技術教育専修[注 17]
    - 家政教育専修[注 18]
    - 英語教育専修[注 19]

  - 養護教育専攻
    - 養護教育専修[注 20]

- 医学研究科
  - 医科学専攻[注 21]（4年制博士課程）
    - 分子遺伝情報科学領域
教育研究分野：生物化学、生体情報病態学、分子遺伝検査学、分子情報学、医用実験動物学
    - 脳神経科学領域
教育研究分野：神経解剖・細胞組織学、神経内分泌学、システム生理学、神経・脳代謝制御学、精神・神経分子科学、システム認知科学、麻酔・疼痛制御医学、脳血管障害学、機能的脳神経外科学、神経病理学、分子病態学、脳血管病態学、神経生理学、脳神経病態内科学
    - 腫瘍制御科学領域
教育研究分野：腫瘍生化学、腫瘍標的分子制御学、腫瘍病理学、腫瘍内科学、胸部外科学、消化器外科学、乳腺・甲状腺外科学、泌尿器腫瘍学、放射線腫瘍学、婦人科腫瘍学、脳腫瘍学、顎口腔腫瘍病態学、外科病理診断学
    - 循環病態科学領域
教育研究分野：循環薬理学、循環病態内科学、心臓血管外科学、脳循環病態学、不整脈先進治療学、心臓血管病先進治療学、高血圧・脳卒中内科学
    - 機能再建・再生科学領域
教育研究分野：免疫制御学、再生再建理論外科学、消化器移植再建医学、運動機能病態修復学、脊椎脊髄病態修復学、泌尿器移植再生医学、視覚再建医学、顎口腔機能再建学、創傷治癒学、体表機能形態再建学、抗加齢・再生医学、糖鎖医学、先進移植再生医学、リハビリテーション医学
    - 総合医療・健康科学領域
教育研究分野：社会医療総合医学、スポーツ健康科学、法医学、精神・発達医療学、放射線診断学、集中治療医学、危機管理医学、医療情報学、総合診療医学、薬毒物解析学、プロテオソーム解析学、地域医療学、地域健康増進学、地域がん疫学、地域医療推進学、地域総合診療医学推進学
    - 感覚統合科学領域
教育研究分野：皮膚科学、眼科学、耳鼻咽喉・頭頸部外科学、感覚生理学、画像情報・生体光学
    - 病態制御科学領域
教育研究分野：生体機構学、機能制御薬理学、分子病態薬理学、形態分子病理診断学、病態病理学、感染生体防御学、消化器内科学、血液内科学、臨床免疫学、呼吸病態内科学、腎臓病態内科学、内分泌代謝内科学、病態検査学、細胞計量解析学、分子生体防御学、糖鎖工学
    - 成育科学領域
教育研究分野：生殖発生遺伝学、小児病態学、生殖機能病態学、周産期医学、小児外科学

- 保健学研究科
  - 保健学専攻[注 22]
    - 博士前期課程
      - 看護学領域
分野：基礎看護・看護、地域保健看護学
      - 放射線技術科学領域
分野：生体情報放射線科学、生体画像情報解析学、医用放射線機器学
      - 生体検査科学領域
分野：細胞機能科学、細胞分子生物科学分野、代謝機能科学分野、病態解析科学分野
      - 総合リハビリテーション科学領域
分野：理学療法学、作業療法学、生活環境保健学

    - 博士後期課程
      - 健康支援科学領域
分野：健康増進科学、老年保健学、障害保健学
      - 医療生命科学領域
分野：放射線生命科学、生体機能科学、病態解析科学

- 理工学研究科[注 23]
  - 博士前期課程
    - 理工学専攻
      - 数理科学コース
      - 物理科学コース
      - 物質創成化学コース
      - 地球環境学コース
      - 電子情報工学コース
      - 知能機械工学コース
      - 新エネルギー創造工学コース
      - 社会人入学特別コース[注 24]

  - 博士後期課程
    - 機能創成科学専攻
専攻分野：機能材料科学、材料プロセス工学
    - 安全システム工学
専攻分野：環境安全科学、システム工学

- 農学生命科学研究科[注 25]（修士課程）
  - 農学生命科学専攻
    - 生物学コース
    - 分子生命科学コース
    - 生物資源学コース
    - 園芸農学コース
    - 地域環境工学コース

- 地域社会研究科（博士後期課程）
  - 地域社会専攻[注 26]

- 地域共創科学研究科（修士課程）
  - 地域リノベーション専攻
  - 産業創成科学専攻

- 連合農学研究科（博士後期課程）
※連合農学研究科は、弘前大学、岩手大学、山形大学の3大学院農学研究科（修士課程）の教員組織、研究設備および施設の連合により設立された。
  - 生物生産科学専攻
    - 植物生産学連合講座
    - 動物生産学連合講座
    - 生物制御学連合講座

  - 生物資源科学専攻
    - 生物機能開発学連合講座
    - ゲノム工学連合講座
    - 生物資源利用学連合講座

  - 地域環境創生学専攻
    - 地域資源・環境経済学連合講座
    - 地域環境工学連合講座
    - 地域資源・環境管理学連合講座

### 附属機関

#### 研究所
- 被ばく医療総合研究所[注 27]
- 地域戦略研究所

#### 附属学校および附属教育研究施設
- 教育学部
  - 弘前大学教育学部附属幼稚園
  - 弘前大学教育学部附属小学校
  - 弘前大学教育学部附属中学校
  - 弘前大学教育学部附属特別支援学校
  - 附属教育実践総合センター
  - 附属教員養成学研究開発センター
- 医学部
  - 医学部附属病院
- 農学生命科学部
  - 附属生物共生教育研究センター
  - 附属遺伝子実験施設
  - 藤崎農場（りんご、園芸作物、野菜）品種改良及び農場実習
  - 金木農場（稲作、畜産）
  - 附属白神自然環境研究センター
- 医学研究科
  - 附属脳神経血管病態研究施設[注 28]
  - 附属高度先進医学研究センター[注 29]
  - 附属動物実験施設
  - 附属子どものこころの発達研究センター
- 理工学研究科
  - 附属地震火山観測所
  - 附属医用システム創造フロンティア
- 白神自然環境研究所
  - 附属白神自然観察園

#### 特定プロジェクト教育研究センター
- 人文学部
  - 地域未来創生センター
  - 北日本考古学研究センター
- 医学研究科
  - 北日本健康・スポーツ医科学センター
  - 北日本移植・肝細胞研究センター
  - 健康未来イノベーションセンター
- 保健学研究科
  - 地域保健医療教育研究センター
  - 生体応答科学研究センター
- 理工学研究科
  - 自然防災研究センター
- 農学生命科学部
  - 地域資源利活用研究センター

#### 学内共同教育研究施設
- 21世紀教育センター
- 総合情報処理センター
- 生涯学習教育研究センター
- 地域共同研究センター
- 保健管理センター
- アイソトープ総合実験室
- 機器分析センター
- 教員免許状更新講習支援室
- 出版会
- 資料館
- 国際教育センター
- 学生就職支援センター
- 知的財産本部
- ボランティアセンター
- 国際連携本部

#### 附属図書館
- 本館
- 医学部分館

## 大学関係者と組織

### 大学同窓会
弘前大学同窓会は各同窓会が密接な連携の下に、相互の啓発を行い、大学の教育研究活動の支援を行うことにより、各同窓会および大学の発展に寄与することを目的として、平成11年6月に設立された。弘前大学および弘前大学医療技術短期大学部の同窓会および卒業生をもって組織されている。
- 弘前大学人文学部同窓会
- 弘前大学教育学部同窓会
- 弘前大学医学部医学科鵬桜会
- 弘前大学医学部保健学科さくら会：保健学科に属する看護学、検査技術科学,放射線技術科学、理学療法学、作業療法学の5専攻で構成されている。
- 弘前大学理工学部同樹会：本学の理学部および理工学部の卒業生または在学生、理学研究科および理工学研究科の修了生または在学生ならびに旧文理学部理学科の卒業生により構成されている。
- 弘前大学農学生命科学部同窓会：本学の農学部、農学生命科学部の卒業生または在学生、農学研究科および農学生命科学研究科の修了生により構成されている。
- 弘前大学医療技術短期大学部各同窓会
- 弘前大学文理学部卒業生
- 札幌おおとり会（北海道地区卒業生の会）：札幌を中心とした北海道に居住する旧制弘前高等学校と弘前大学の卒業生により構成されている。

## 施設

### キャンパス
国立大学法人弘前大学ではそれぞれの校地を「キャンパス」ではなく「地区」と呼んでおり、全体で4地区に分かれている。そのうち、弘前大学では2つの校地を使用している。

#### 文京町地区
- 使用学部：人文社会科学部、教育学部、理工学部、農学生命科学部
- 使用研究科：大学院人文社会科学研究科、教育学研究科、理工学研究科、農学生命科学研究科、地域社会研究科
- 使用附属施設：附属図書館
- 交通アクセス：JR東日本奥羽本線弘前駅徒歩20分、弘南鉄道大鰐線弘高下駅徒歩6分

文京町地区はそのほぼ中央を市道が走っており、その北側が文京町一番地、南側が文京町三番地となっている。このうち一番地には旧制弘前高等学校があり、三番地に旧日本陸軍第八師団司令部があった。旧制弘前高等学校は太宰治ゆかりの地であることから太宰治のファンが文京町地区を訪れることもある。
文京町地区近くに傭外国人教師のための官舎が二棟建っていた。これは1924年に弘前市の棟梁川元重次郎が施工にあたったもので、一棟は2004年4月に文京町地区内に移築・保存されていたが、2016年より「弘大カフェ」として使用されている。
文京町地区から1kmほど離れた南西側には弘前学院大学、2kmほど離れた北東側には柴田学園大学のキャンパスも立地する。

#### 本町地区
- 使用学部：医学部
- 使用研究科：大学院医学研究科、保健学研究科
- 使用附属施設：医学部附属病院、医学部コミュニケーションセンター
- 交通アクセス：弘南鉄道中央弘前駅から徒歩7分

1948年にまだ存在していた大学令を元に設置された旧制弘前医科大学の校地を新制移行時にそのまま弘前大学医学部の校地としたものである。

#### サテライト
- 札幌サテライト
- 八戸サテライト

- 青森キャンパス
- 東京事務所

### 学生食堂
文京町地区
- 主に人文学部・教育学部・理工学部・農学生命科学部の学生や教職員が利用する「文京食堂」がある。
- 文京食堂の2階には「スコーラム」と呼ばれるレストランが運営されている。
- 文京食堂やスコーラムは昼時に混雑するため、それらの解消も目的にCerisier（サリジェ）と呼ばれるコンビニ型の店舗が運営されている。

本町地区
- 主に医学部の学生や教職員が利用する「Pomme」とよばれる学生食堂がある。
- 「Pomme」は「文京食堂」よりも小規模であり、シーズンメニューがないこともある。

### 寮
弘前大学学生寮は自治寮であり、男子寮が2つ、女子寮が1つある。緑が丘寮（北溟寮）は学園町寮に比べて医学部に近いため、学園町寮より医学部生の割合が高い傾向にある。学園町寮（北鷹寮、朋寮）は食堂が共用になっている。寮では年度を「追いコン新歓期」と「祭り期」に分け、各係活動が改選される。寮には「新入寮生歓迎行事」というものがあり、入寮するとすぐ出身（大声で出身高校や所属学科などを叫ぶ）・各寮の寮歌・旧制弘前高校校歌指導がある。また、緑が丘寮の寮生は入学式会場で出身を行うのが通例となっている。学園町寮での新入寮生歓迎行事の中にはストームと呼ばれるものがあり、新入寮生が中庭で出身を行い、北鷹寮では寮の各階から水をかけられる。新入寮生歓迎行事が終わると三寮による交流企画（運動会・遠足・顔合わせ）がある。ここからは一年生が主体で準備をする。6月になると北溟寮では祭りが行われるが、内輪で行われるので一般の参加客はほとんど無い。階生大会と呼ばれる階ごとの話し合いが必要に応じて行われる。階によって違うがだいたい夜8時からであり、寮や階の運営についての話し合いが行われる。また、年に数回寮生大会というものがあり寮生全体で寮の運営について話し合う。これは原則として全員参加である。
- 緑が丘寮
  - 北溟寮（ほくめいりょう）
男子寮。鉄筋4階建て。定員106名。1人部屋。
- 学園町寮
  - 北鷹寮（ほくおうりょう）
男子寮。鉄筋5階建て。定員200名。100室。2人部屋。
  - 朋寮（ほうりょう）
女子寮。鉄筋5階建て。定員234名。117室。2人部屋。

## 対外関係

### 他大学との協定

#### 国内大学
- 北東北国立3大学協定
  - 岩手大学
  - 秋田大学
- 大学コンソーシアム学都ひろさき
  - 弘前学院大学
  - 柴田学園大学
  - 柴田学園大学短期大学部
  - 放送大学青森学習センター
  - 弘前医療福祉大学

#### 海外大学

##### 大学間協定
（令和4年8月16日時点）
- 中国
  - 哈爾濱師範大学
  - 鄭州大学
  - 延辺大学
  - 大連理工大学
  - 新疆工程学院
  - 青島農業大学
  - 太原理工大学
  - 瀋陽化工大学
  - 中南林業科技大学
  - 東北大学（中華人民共和国）
  - 広東工業大学
  - 遼寧石油化工大学
- 韓国
  - 南ソウル大学校
  - 慶北大学校
  - 釜山大学校
  - 京畿大学校
- タイ
  - チェンマイ大学
  - コンケン大学
  - タマサート大学
- ニュージーランド
  - オタゴ大学
  - オークランド工科大学
- カナダ
  - サスカチュワン大学
  - マウント・ロイヤル大学（英語）
  - トンプソン・リバーズ大学
- アメリカ合衆国
  - テネシー大学マーチン校
  - サンディエゴ州立大学
  - メーン州立大学
  - ハワイ大学コミュニティカレッジ
- チリ
  - ラ・フロンテラ大学
- メキシコ
  - オアハカ州立自治ベニートフアレス大学
- フランス
  - ボルドー第三大学
- ドイツ
  - トリア大学
- ルーマニア
  - ヒッペリオン大学
  - アレクサンドル・ヨアン・クザ大学
- ハンガリー
  - デブレツェン大学
- ロシア
  - 国立極東総合医科大学
  - ロモノソフ－モスクワ大学
  - イルクーツク大学
- イタリア
  - カターニア大学
  - トリノ大学
- アイルランド
  - アイルランド環境保護庁
- アルジェリア
  - オラン科学技術大学

##### 部局間協定
（令和4年4月1日時点）
- 人文学部
  - ヘルシンキ大学 ルラリア研究所（ フィンランド）
  - 北京理工大学外国語学院 （ 中国）
- 教育学部
  - サウスカロライナ大学（ アメリカ合衆国）
- 医学研究科
  - テネシー大学 保健科学センター（ アメリカ合衆国）
  - 西インド大学（ ジャマイカ）
  - 中国医科大学（ 中国）
  - リュブリャナ大学（ スロベニア）
- 保健学研究科
  - ストックホルム大学放射線防護研究センター（ スウェーデン）
  - ハワイ大学マノア校看護・歯科衛生学科（ アメリカ合衆国）
  - 台北医科大学看護学部（ 台湾）
- 農学生命科学部
  - パヤオ大学エネルギー環境学部及び経営情報学部（ タイ）
  - アラガッパ大学理学部及び人文社会科学部（ インド）
  - ハジェモハマド・ダネシュ科学技術大学農学部（ バングラデシュ）
  - 中国瀋陽農業大学園芸学院（ 中国）
  - 中国科学院西双版納熱帯植物園（ 中国）
  - 中興大学農業自然資源学部（ 台湾）
  - 江原大学校農業生命科学大学（ 韓国）
  - 忠北大学校農業生命環境学部（ 韓国）
- 地域戦略研究所（北日本新エネルギー研究所）
  - 四川大学化学工学院（ 中国）
  - チュラロンコン大学科学院（ タイ）
  - スリウィジャヤ大学数学及び自然科学部（ インドネシア）
- 被ばく医療総合研究所
  - 韓国放射線医科学研究所緊急被ばく医療センター（ 韓国）
  - 東南圏原子力医学院（ 韓国）
  - パンノニア大学工学部放射化学・放射生態学研究所（ ハンガリー）
  - チュラロンコン大学工学部原子核工学科（ タイ）
  - カセサート大学理学部（ タイ）
  - マンガロール大学環境放射能総合研究センター（ インド）
  - ベトナム原子力研究所原子力科学技術研究所（ ベトナム）
  - 中国衝陽師範学院物理・情報科学部（ 中国）
  - 輻射防護研究所（ 中国）
  - 蘇州大学放射線医学・防護学部（ 中国）
  - 中国復旦大学放射医学研究所（ 中国）
  - 東華理工大学原子力応用技術研究所（ 中国）
  - 衡陽師範学院物理・電子工学部（ 中国）
  - フィリピン原子力研究所（ フィリピン）
  - ストラスブール大学物理工学部（ フランス）
  - バングラデシュ原子力委員会ダッカ原子力センター（ バングラデシュ）
  - インドネシア原子力庁放射線安全・度量衡技術センター（ インドネシア）
  - アベオクタ連邦農業大学物理学部（ ナイジェリア）

##### 部局間覚書
（令和4年4月1日時点）
- 医学研究科
  - 国立極東総合医科大学（ ロシア）
- 地域戦略研究所（北日本新エネルギー研究所）
  - メーン州立大学潮力発電イニシアティブ（研究所）（ アメリカ合衆国）
- 被ばく医療総合研究所
  - 延辺大学長白山生物資源・機能分子教育部重点実験室（ 中国）
  - チェンマイ大学保健医療学部及び医学部（ タイ）
- 医学部附属病院
  - 釜山大学病院臨床試験センター（ 韓国）
- 国際連携本部
  - 国立屏東大学（ 台湾）

### 包括連携協定締結

#### 地方自治体
- 鰺ヶ沢町と地域連携事業に関する協定を締結（2005年10月）
- 青森県が包括協定を締結（2006年1月）
- えどがわ農業産学公プロジェクト発足（2006年4月）
- 弘前市の連携に関する相互協力協定締結（2006年9月）
- 青森市との連携に関する協定締結（2007年5月）
- 西目屋村との連携に関する協定を締結（2008年2月）
- 浪江町との連携に関する協定を締結（2011年9月）
- 深浦町との連携に関する包括連携協定を締結（2015年5月）
- 藤崎町との連携に関する包括連携協定を締結（2015年6月）
- むつ市との連携に関する包括連携協定を締結（2015年7月）
- 平川市との連携に関する包括連携協定を締結（2016年6月）
- 板柳町との連携に関する包括連携協定を締結（2017年5月）
- 田子町との連携に関する包括連携協定を締結（2018年7月）
- 南部町との連携に関する包括連携協定を締結（2018年12月）
- 蓬田村との連携に関する包括連携協定を締結（2019年6月）
- 東通村との連携に関する包括連携協定を締結（2020年7月）
- 階上町との連携に関する包括連携協定を締結（2021年6月）
- 三戸町との連携に関する包括連携協定を締結（2021年7月）
- 黒石市との連携に関する包括連携協定を締結（2022年4月）
- 中泊町との連携に関する包括連携協定を締結（2022年7月）

#### 研究機関
- 独立行政法人放射線医学総合研究所と緊急被ばく医療に関する協力協定を締結（2008年10月）
- 地方独立行政法人青森県産業技術センターとの連携に関する協定を締結（2009年9月）
- 国立研究開発法人量子科学技術研究開発機構との連携に関する協定を締結（2018年3月）
- 公益財団法人環境科学技術研究所との連携に関する協定を締結（2020年10月）

#### 民間企業など
- 青森銀行との連携に関する協定締結（2007年4月）
- みちのく銀行との連携に関する協定締結（2007年6月）
- サンスター株式会社との研究連携の推進に関する協定を締結（2007年8月）
- 株式会社日本政策金融公庫との連携協定を締結（2016年7月）
- 東奥信用金庫との包括連携協定を締結（2017年10月）
- 青い森信用金庫との包括連携協定を締結（2017年10月）
- 青森県信用組合との包括連携協定を締結（2018年1月）
- 株式会社商工組合中央金庫との包括連携協定を締結（2019年11月）